# Predore
Predore är en stad och en kommun i norra Lombardiet i provinsen Bergamo Italien. Kommunen hade 1 857 invånare (2018) och gränsar till kommunerna Iseo, Sarnico, Tavernola Bergamasca, Viadanica och Vigolo. Predore ligger vid Iseosjön.